# 아시아 캐롬 당구 연맹

아시아 캐롬 당구 연맹(Asian Carom Billiard Confederation, ACBC)은 아시아의 캐롬 당구 종목을 관할하는 국제 스포츠 행정 기구이다.

## 회원국
| 국가          | 협회                            | 코드 | 설립   | 가맹 | 비고 |
| ------------- | ------------------------------- | ---- | ------ | ---- | ---- |
| 대한민국      | 대한당구연맹                    | KOR  | 1981년 |      |      |
| 레바논        | 레바논 당구 연맹                | LBN  |        |      |      |
| 베트남        | 베트남 당구 스누커 연맹         | VIE  |        |      |      |
| 시리아        | 시리아 아랍 당구 볼링 체육 연맹 | SYR  |        |      |      |
| 요르단        | 요르단 당구 스누커 연맹         | JOR  |        |      |      |
| 인도          | 인도 당구 스누커 연맹           | IND  |        |      |      |
| 인도네시아    | 전인도네시아 당구 협회          | INA  |        |      |      |
| 일본          | 일본 당구 협회                  | JPN  |        |      |      |
| 중화 타이베이 | 중화 타이베이 당구 협회         | TPE  |        |      |      |
| 태국          | 태국 당구 체육 협회             | THA  |        |      |      |
| 필리핀        |                                 | PHI  |        |      |      |

## 참고 문헌
- “Asian Carom Billiard Confederation”. 세계 캐롬 당구 연맹.

## 같이 보기
- 세계 캐롬 당구 연맹
- 세계 당구 연맹